# Euscopolia dakotensis
Euscopolia dakotensis är en tvåvingeart som beskrevs av Townsend 1892. Euscopolia dakotensis ingår i släktet Euscopolia och familjen parasitflugor. Inga underarter finns listade i Catalogue of Life.